# Кмерски језик
Кмерски језик (ភាសាខ្មែរ) је званични језик Камбоџе. То је језик народа Кмер, најбројније етничке заједнице у земљи. Овај се језик убраја у аустроазијску језичку породицу. Са суседним таи, лао и вијетнамским језиком, кмерски језик сачињава језички савез. За разлику од њих, кмерски нема мелодијски акценат. Најранији записи кмерског језика потичу из 6-7. века нове ере. Преко будизма и хиндуизма, санскрит је утицао на кмерски језик. Кмерски језик се записује сопственим, кмерским писмом, које је слично таи и лао писму. Кмерским језиком се служи око 13-21 милион људи. Око 79% становништва у Камбоџи може да чита кмерско писмо.

## Класификација
Khmer is a member of the Austroasiatic language family, the autochthonous family in an area that stretches from the Malay Peninsula through Southeast Asia to East India. Austroasiatic, which also includes Mon, Vietnamese and Munda, has been studied since 1856 and was first proposed as a language family in 1907. Despite the amount of research, there is still doubt about the internal relationship of the languages of Austroasiatic.
Diffloth places Khmer in an eastern branch of the Mon-Khmer languages. In these classification schemes Khmer's closest genetic relatives are the Bahnaric and Pearic languages. More recent classifications doubt the validity of the Mon-Khmer sub-grouping and place the Khmer language as its own branch of Austroasiatic equidistant from the other 12 branches of the family.

## Особине
Ред речи у кмерском одговара шаблону: субјекат-глагол-објекат. Речи се најчешће састоје из једне морфеме, а за творбу речи повремено служе префикси и инфикси. Кмерске речи најчешће имају два или три слога. Глаголи се често повезују у низове. Именице немају род ни број. Кмерски језик разликује неколико нивоа учтивог обраћања.

### Фонетика
| слово | изговор | слово | изговор | слово | изговор | слово | изговор | слово | изговор |
| ----- | ------- | ----- | ------- | ----- | ------- | ----- | ------- | ----- | ------- |
| ក     | kɑɑ     | ខ     | khɑɑ    | គ     | kɔɔ     | ឃ     | khɔɔ    | ង     | ŋɔɔ     |
| ច     | cɑɑ     | ឆ     | chɑɑ    | ជ     | cɔɔ     | ឈ     | chɔɔ    | ញ     | ɲɔɔ     |
| ដ     | dɑɑ     | ឋ     | tɑɑ     | ឌ     | dɔɔ     | ឍ     | thɔɔ    | ណ     | nɑɑ     |
| ត     | tɑɑ     | ថ     | thɑɑ    | ទ     | tɔɔ     | ធ     | thɔɔ    | ន     | nɔɔ     |
| ប     | bɑɑ     | ផ     | pɑɑ     | ព     | bɔɔ     | ភ     | pɔɔ     | ម     | mɔɔ     |
| យ     | jɔɔ     | រ     | rɔɔ     | ល     | lɔɔ     | វ     | vɔɔ     |       |         |
| ស     | sɑɑ     | ហ     | hɑɑ     | ឡ     | lɑɑ     | អ     | ʔɑɑ     |       |         |

Напомена: изговор је означен по IPA.